# Đặng Ngọc Nghĩa
Đặng Ngọc Nghĩa (sinh năm 1959) là một tướng lĩnh Quân đội nhân dân Việt Nam, cấp bậc Thiếu tướng, đại biểu Quốc hội Việt Nam khóa XIII, thuộc đoàn đại biểu Thừa Thiên Huế, nguyên Phó Tham mưu trưởng Quân khu 4, Ủy viên thường trực Ủy ban Quốc phòng và An ninh Quốc hội Việt Nam khóa 13, khóa 14.
Vào tháng 12 năm 2018, ông bị Ủy ban Kiểm tra Trung ương thi hành kỷ luật cảnh cáo.

## Thân thế và sự nghiệp
Đặng Ngọc Nghĩa sinh ngày 11 tháng 7 năm 1959, quê tại Hương Văn, Hương Trà, Thừa Thiên Huế
Tháng 8/1978, Đặng Ngọc Nghĩa gia nhập quân đội thuộc Trung đoàn 191, Sư đoàn 313, Quân khu 2 chiến đấu bảo vệ tuyến biên giới phía Bắc.
Từ 1980-1984, Đặng Ngọc Nghĩa là học viên, sau đó được tham gia giảng dạy tại trường Sỹ quan Lục quân 1.
Từ tháng 10/1984-8/1985, tham gia chiến đấu tại biên giới phía Bắc thuộc Tiểu đoàn 5, Trung đoàn 121, Sư đoàn 345, Quân khu 2.
Từ tháng 9/1985-8/1986, Đặng Ngọc Nghĩa tiếp tục tham gia học Khóa giáo viên Quân sự trường Sĩ quan Lục quân 1.
Từ tháng 9/1986-8/1990, Đặng Ngọc Nghĩa là trợ lý tác chiến Sư đoàn 968, Quân khu 4, chiến đấu tại chiến trường Lào.
Tháng 9/1990, Đặng Ngọc Nghĩa là trợ lý tác chiến Phòng Tham mưu bộ Chỉ huy Quân sự tỉnh Thừa Thiên Huế.
Năm 1993, Đặng Ngọc Nghĩa được cử về làm Chỉ huy trưởng Bộ chỉ huy Quân sự huyện Hương Trà, tỉnh Thừa Thiên Huế.
Tháng 12/1999, Đặng Ngọc Nghĩa được điều chuyển giữ chức vụ Phó Tham mưu trưởng Bộ Chỉ huy Quân sự tỉnh Thừa Thiên Huế và Phó Chỉ huy trưởng, Tham mưu trưởng.
Tháng 3-2005, Đặng Ngọc Nghĩa được bổ nhiệm giữ chức Chỉ huy trưởng Bộ Chỉ huy quân sự tỉnh Thừa Thiên Huế.
Tháng 3-2012, Đặng Ngọc Nghĩa được bổ nhiệm giữ chức Phó Tham mưu trưởng Quân khu 4
Năm 2014, Đặng Ngọc Nghĩa được bổ nhiệm giữ chức Ủy viên thường trực Ủy ban Quốc phòng và An ninh Quốc hội Việt Nam khóa 13.

## Lịch sử thụ phong quân hàm
| Năm thụ phong | 1983                                         | 1985                                                | 1988                                      | 1991                                    | 1995                                                 | 1999                                      | 2004                                             | 2013                                            |
| ------------- | -------------------------------------------- | --------------------------------------------------- | ----------------------------------------- | --------------------------------------- | ---------------------------------------------------- | ----------------------------------------- | ------------------------------------------------ | ----------------------------------------------- |
| Quân hàm      | Tập tin:Vietnam People's Army Lieutenant.jpg | Tập tin:Vietnam People's Army Senior Lieutenant.jpg | Tập tin:Vietnam People's Army Captain.jpg | Tập tin:Vietnam People's Army Major.jpg | Tập tin:Vietnam People's Army Lieutenant Colonel.jpg | Tập tin:Vietnam People's Army Colonel.jpg | Tập tin:Vietnam People's Army Senior Colonel.jpg | Tập tin:Vietnam People's Army Major General.jpg |
| Cấp bậc       | Trung úy                                     | Thượng úy                                           | Đại úy                                    | Thiếu tá                                | Trung tá                                             | Thượng tá                                 | Đại tá                                           | Thiếu tướng                                     |

## Kỉ luật Đảng Cộng sản Việt Nam
Tại kì họp thứ 32 vào tháng 12 năm 2018, Ủy ban Kiểm tra Trung ương Đảng Cộng sản Việt Nam khóa 12 đã quyết định thi hành kỷ luật bằng hình thức cảnh cáo đối với Thiếu tướng Đặng Ngọc Nghĩa vì trong thời gian giữ chức vụ Ủy viên Ban Thường vụ Tỉnh ủy, Chỉ huy trưởng Bộ Chỉ huy Quân sự tỉnh Thừa Thiên Huế (từ tháng 04-2005 - 01-2012), ông đã có nhiều vi phạm trong việc thực hiện Dự án đầu tư xây dựng tuyến đường Nam Đông - A Lưới khiến cho công trình kém chất lượng bị hư hỏng nặng nề, không sử dụng được, gây thất thoát, lãng phí lớn ngân sách nhà nước, ảnh hưởng đến uy tín của tổ chức đảng, quân đội.